# Jodocus Prüm

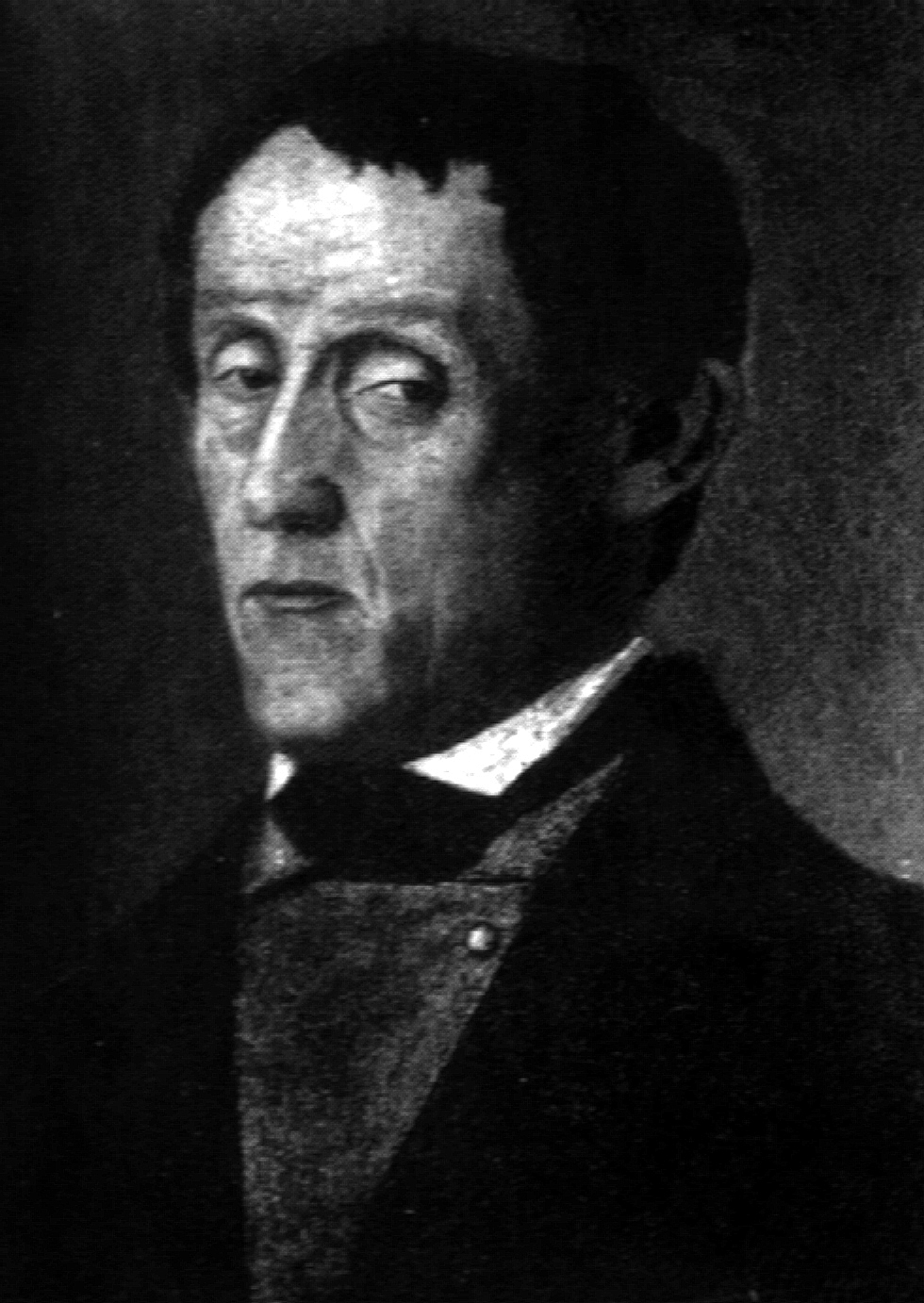
Jodocus Prüm

Jodocus Prüm (* 22. September 1807 in Wehlen; † 27. März 1876 in Klausen) war ein deutscher Winzer und Stifter.

## Leben und Wirken
Prüm wurde als das zwölfte Kind von Johann Philipp Prüm (1765–1809) und Maria Schander geboren. Er war ledig und widmete sein Vermögen vorrangig sozialen und kulturellen Zwecken. 

### Familie
Jodocus hatte 12 Geschwister, von denen die Hälfte bereits im Kindes- bzw. Jugendalter starb. Von seinen Geschwistern heiratete nur Sebastian Alois (8. Oktober 1794 bis 10. März 1871); Sebastian Alois etablierte das seit Jahrhunderte bestehende Weingut unter der Firma "S.A. Prüm". Der Sohn von Sebastian Alois, sein Neffe, Matthias Prüm (1835–1890) hatte sieben Kinder, unter denen das Weingut 1911 aufgeteilt wurde. Die Erben begründen eine Vielzahl berühmter Weingüter (u. a. Joh. Jos. Prüm, Dr. Loosen, Robert Weil und Weins-Prüm).

### Werke
1842 ließ er die Wehlener Sonnenuhr erbauen, die als später weltberühmte Weinbergslage und Symbol für hervorragende Weine zur wirtschaftlichen und sozialen Entwicklung des Dorfes Wehlen beigetragen hat. Sie wurde als damals hilfreiche Zeit-Anzeige für Winzer und Weinbergarbeiter erbaut. Im selben Jahr ließ er auch die „Zeltinger Sonnenuhr“ errichten.
1864 erbaute er den „Inkarter Brunnen“ zur Erinnerung an den 1627 durch Pest vernichteten Ortsteil Inkart und das sogenannte „Joducusbrünnchen“ auf dem „Mooskopf“.
1868–1870 ließ er das abgebrannte ehemalige Kapuzinerkloster St. Barbara in Bernkastel als Kranken- und Waisenhaus wieder aufbauen.
In der Zeit von 1871 bis 1873 errichtete er in Kautenbach für die katholische Kirchengemeinde die Expositurkirche “Maria Himmelfahrt”.
1871 legte er in Wehlen den Grundstein für den Umbau der „Alten Kirche“ zu Armenwohnungen, der mit Hilfe seines Vermögens von den Erben ausgeführt wurde.
Ab 1874 renovierte er die Wallfahrtskirche Maria Heimsuchung in Klausen, wo er auch an einer Lungenentzündung stirbt.

### Tod

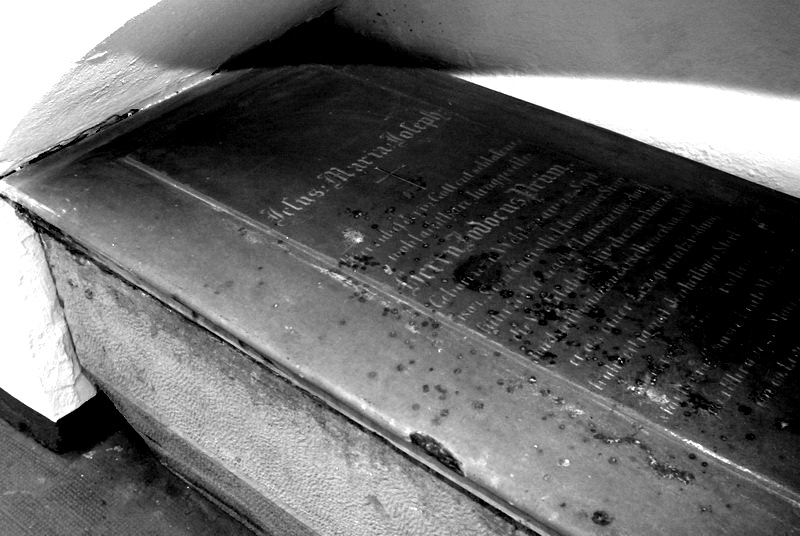
Sarkophag Jodocus Prüm

Am 27. März 1876 stirbt Jodocus Prüm in Klausen. Er wurde in Wehlen in der „Alten Kirche“ beerdigt. Dort steht in der Krypta sein Sarkophag, den er sich zu Lebzeiten herstellen ließ.

## Jodocus Prüm Stiftung
Zu seinen Ehren haben die Urenkel seines Bruders Mathias Prüm, Jost Prüm und Eckart Prüm am 22. September 2007 zu seinem 200sten Geburtstag die „Jodocus Prüm“ Stiftung ins Leben gerufen.